# La Jambe de bois (Friedland)
Pour les articles homonymes, voir Jambe de bois (homonymie).
Singles de Serge Gainsbourg
Ce mortel ennui
(1958) Le Claqueur de doigts
(1959)
La Jambe de bois (Friedland) est une chanson de Serge Gainsbourg. Enregistré au Studio Blanqui, à Paris, le 12 janvier 1959, il est paru en single 45 tours quatre titres contenant également trois titres extraits du premier album de Gainsbourg, Du chant à la une !,.

## Titres
| 1. | La Jambe De Bois (Friedland)        | Serge Gainsbourg | 2:35 |
| 2. | Charleston Des Déménageurs De Piano | Serge Gainsbourg | 2:23 |

| 1. | La Recette de l'Amour Fou | Serge Gainsbourg                   | 1:57 |
| 2. | Ronsard 58                | Serge Barthélémy, Serge Gainsbourg | 1:51 |